# Little Kanawha
La Little Kanawha est une rivière de Virginie-Occidentale aux États-Unis, longue de 269 km et un affluent de l'Ohio donc un sous-affluent du Mississippi.

## Parcours
Elle prend sa source dans le comté d'Upshur à 92 km au sud de Buckhannon, arrose les villes de Burnsville, Sand Fork, Glenville, Grantsville, Palestine et Elizabeth, avant de se jeter dans l'Ohio, à Parkersburg.
À 5 kilomètres en amont de Burnsville, un barrage construit sur la rivière forme le lac Burnsville ((en) Burnsville Lake).
Son principal affluent est la rivière Hughes, longue de 29 kilomètres.

## Histoire
Elle a été une importante voie de communication au début de l'histoire de la Virginie-Occidentale, en particulier pour les industries du bois et du pétrole.